# Řecká pravoslavná církev
Řecká pravoslavná církev (řecky: Ελληνορθόδοξη Εκκλησία, [Hellēnorthódoxē Ekklēsía]IPA) je skupina několika církví v rámci širšího společenství pravoslavných církví, které sdílí společné kulturní tradice a stejnou věrouku. 

## Liturgie
Božská liturgie (svatého Jana Zlatoústého či svatého Basila Velikého) je tradičně v řecké pravoslavné církvi sloužena v helenistické řečtině, která je původním jazykem Nového zákona.

## Územní působení
Církev zasahuje na území Bulharska, Řecka, Ukrajiny, Libanonu, Kypru, Turecka, Jordánska, Izraele, Palestinské samosprávy, Egypta, Sýrie, Ruska, Albánie, Etiopie a Itálie.

## Svatá hora Athos
Svatá hora Athos s 20 monastýry a několika skity, je centrem pravoslavného mnišství.
Je častým cílem poutníků za starci.
Svatá hora je podřízena přímo konstantinopolskému patriarchátu.